# مراقبت سلامت

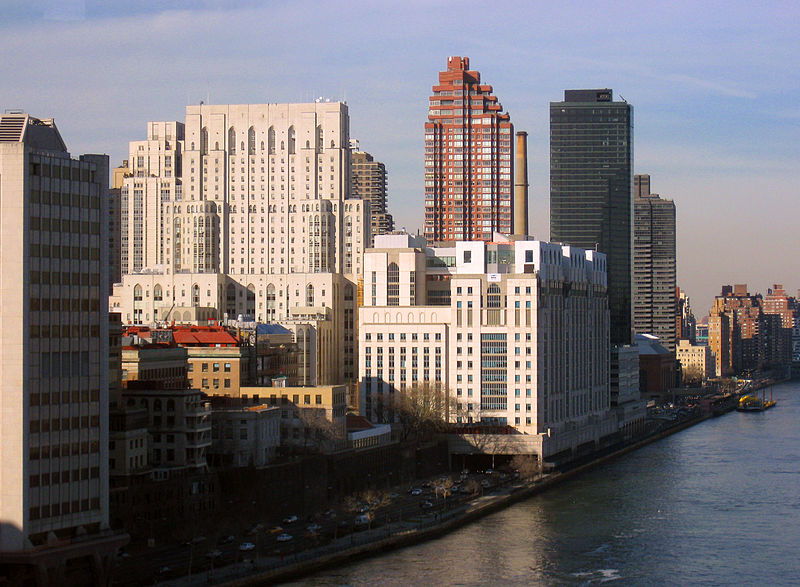
بیمارستان نیویورک-پرسبیترین ویل کرنل، مجتمع سفید در وسط، یکی از شلوغترین بیمارستان‌های جهان

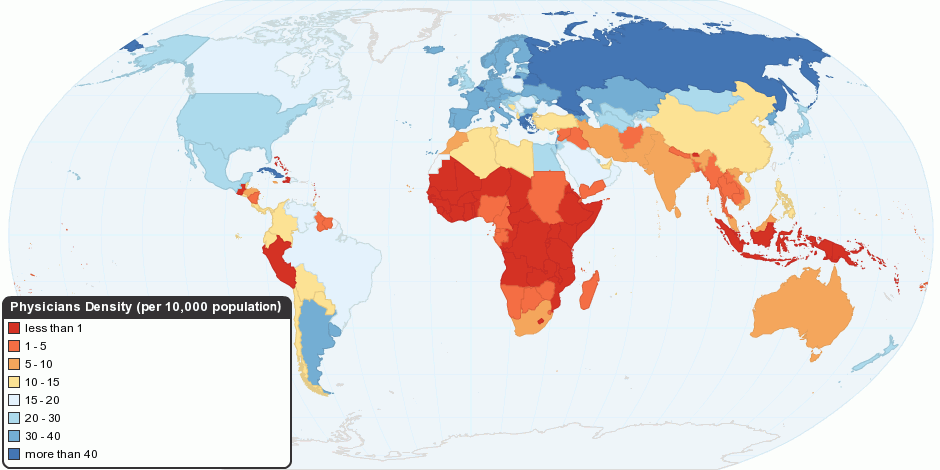
نقشه جهانی کشورها بر اساس تعداد پزشک به ازای هر ۱۰ هزار نفر جمعیت.

مراقبت بهداشتی، مراقبت سلامت، یا خدمات درمانی حفظ یا بهبود سلامت انسان از طریق تشخیص، درمان، یا پیشگیری بیماری، جراحت، و دیگر اختلالات جسمی و روحی است. مراقبت‌های بهداشتی توسط متخصصان بهداشت و متخصصان پیراپزشکی وابسته ارائه می‌شود. پزشکی، دندانپزشکی، داروسازی، مامایی، پرستاری، بینایی سنجی، شنوایی‌شناسی، روان‌شناسی، کاردرمانی، فیزیوتراپی، پزشکیاری ورزشی و سایر مشاغل بهداشتی، همه بخشی از مراقبت‌های بهداشتی هستند. مراقبت‌های بهداشتی شامل کارهایی است که در ارائه مراقبت‌های اولیه، مراقبت‌های ثانویه و مراقبت‌های ثالثه و همچنین در بهداشت عمومی انجام می‌شود.
دسترسی به مراقبت‌های بهداشتی ممکن است در کشورها و جوامع مختلف تحت تأثیر شرایط اجتماعی و اقتصادی و همچنین سیاست‌های بهداشتی متفاوت باشد. ارائه خدمات مراقبت‌های بهداشتی به معنای «استفاده به موقع از خدمات بهداشتی شخصی، برای دستیابی به بهترین نتایج بهداشتی است».

## تأمین مالی مراقبت سلامت
به‌طور کلی پنج شیوهٔ اصلی برای تأمین مالی سیستم‌های مراقبت سلامت وجود دارد:
1. مالیات ایالت، شهرداری یا شهرستان
2. بیمه اجتماعی
3. بیمه سلامت داوطلبانه یا خصوصی
4. پرداخت‌های شخصی
5. کمک مالی به خیریه‌های سلامت

در بیشتر کشورها تأمین مالی خدمات مراقبتی سلامت ترکیبی از همهٔ پنج مدل است.